# 小島衛
小島 衛（こじま まもる、1928年8月26日 - 2001年3月13日）は、日本のドイツ文学者。京都大学名誉教授。北海道旭川市出身。

## 来歴・人物
1952年に京都大学文学部卒業。1963～65年ミュンヘン大学に留学。北海道大学助教授などを経て、1969年京大教養学部助教授、1976年教授。1992年定年退官、名誉教授。リルケの研究で知られる。訳書に『リルケ名詩選』、ノサック『幻の勝利者に』など。

## 著作
- ミュンヘンの光と影の中で （PHP研究所、1977年）- エッセイ

### 翻訳
- 詐欺師の楽園 （ヴォルフガング・ヒルデスハイマー 新潮社、1968年）
- 幻の勝利者に （ハンス・エーリッヒ・ノサック 新潮社、1970年）
- リルケ名詩選 （大学書林、1982年）
- リルケ全集7 散文2 「二つのプラハ物語」（以文社、1983年）
- ドイツ表現主義2 表現主義の小説 （ハインリヒ・マン 河出書房新社、1984年）
- リルケ 生涯と作品 （ヴォルフガング・レップマン 「リルケ全集 別巻」河出書房新社、1991年）、小松原千里・稲田伊久穂・田口義弘・金子孝吉 共訳
- ハンス・カロッサ全集 第6巻 医師ギオンの秘密 （共訳、臨川書店、1998年）